# Branscomb Peak
Der Branscomb Peak ist ein 4520 m hoher Berggipfel im Ellsworthgebirge des westantarktischen Ellsworthlands. Er ragt 1,8 km nordwestlich des Mount Vinson als höchster Punkt eines Bergkamms auf, der die Gipfelkrone der Westflanke des Vinson-Massivs oberhalb des oberen Abschnitts des Branscomb-Gletschers bildet.
Das Advisory Committee on Antarctic Names benannte den Gipfel 2006 in Anlehnung an die Benennung des gleichnamigen Gletschers. Dessen Namensgeber ist der US-amerikanische Physiker Lewis M. Branscomb (1926–2023), Vorsitzender des National Science Board von 1982 bis 1984.